# 유동닉
유동닉(유동 IP + 닉네임)은 로그인을 하지 않고 익명으로 활동하는 사람을 말한다. 디시인사이드 측의 공식 명칭은 비회원이다. 식별을 위해 IP 주소 4자리(XXX.XXX.XXX.XXX)나 앞(또는 뒤) 2자리(XXX.XXX)가 공개된다. 글을 쓸 때마다 닉네임과 수정/삭제를 위한 비밀번호를 입력해야 한다. 다만 자동으로 입력해주는 브라우저 확장 프로그램도 있다. 닉네임으로는 절대다수가 마우스를 쓰며 입력하기 편한 위치에 있는 ㅇㅇ(이응 2개)를 닉네임으로 사용한다.

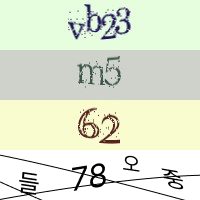
디시인사이드에서의 다양한 캡차.

 일부 사람이 많은 갤러리에서는 캡차를 입력해야 하는데, 이는 자동화된 프로그램을 막기 위해서다.

## 같이 보기
- 디시인사이드
- 디시인사이드의 용어
- 고정닉
- 반고정닉